# Intercambiador Uwajimakita
El Intercambiador Uwajimakita (宇和島北インターチェンジ Uwajimakita-intāchenji?) es un intercambiador de la Ruta Uwajima que se encuentra en el distrito Takagushi (高串?) de la Ciudad de Uwajima de la Prefectura de Ehime. 

## Cruce importante
- Ruta Nacional 56

## Intercambiador posterior
- Ruta Uwajima

Intercambiador Uwajimakita >> Intercambiador Uwajimaasahi